# 小峰健嗣
小峰 健嗣（こみね たけし、1947年 - ）は、日本の実業家。三菱ウェルファーマ代表取締役社長、田辺三菱製薬株式会社の初代代表取締役副社長、取締役相談役などを務めた。

## 人物
- 1971年（昭和46年）3月、埼玉大学理工学部卒業。4月1日、吉富製薬（のちにウェルファイド、三菱ウェルファーマを経て、現・田辺三菱製薬）に入社。
- 2002年（平成14年）6月に、三菱ウェルファーマ専務取締役に就任。
- 2004年（平成16年）6月に、小堀暉男社長の後任として3代目代表取締役社長に就任、3年間歴任した。
- 東京都出身。
- 趣味はテニス。